# Victoriastadt

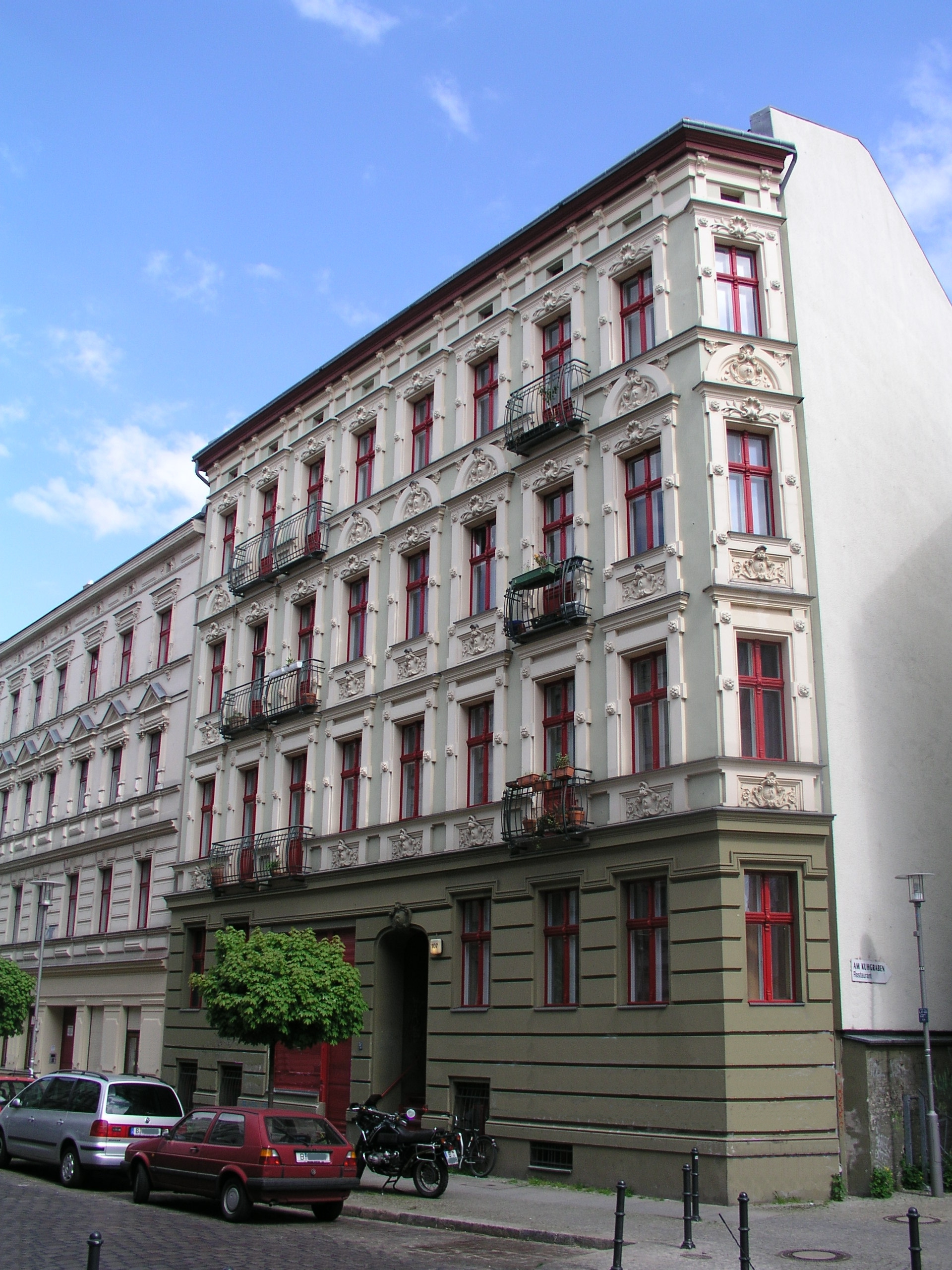
Renoviertes typisches Gründerzeithaus in der Victoriastadt (Pfarrstraße)

Die Berliner Ortslage Victoriastadt, auch bekannt als Kaskelkiez nach der quer durch das Gebiet führenden Kaskelstraße, ist ein Wohngebiet im Ortsteil Rummelsburg im Südwesten des Bezirks Lichtenberg. Der Name „Victoriastadt“ ist ein Ausdruck der engen Verbindung, die Ende des 19. Jahrhunderts zum Vereinigten Königreich unter seiner Regentin Königin Victoria bestand.
Als historische Arbeitersiedlung hat die Victoriastadt das überlieferte Bild des alten Berlins der Gründerzeit stark geprägt. Der Dichter und Zeichner Heinrich Zille verbrachte hier fünf Jahre seines Lebens und nahm viele Eindrücke aus der Umgebung in seine Studien und Zeichnungen auf.
Ein Gutteil der Wohnbebauung, teilweise mit Remisen und kleinen Werkstätten in den Hinterhöfen, ist erhalten geblieben und bildet ein geschlossenes Ensemble. Nach 1990 wurde das gesamte Gebiet fast vollständig und denkmalgerecht saniert.

## Lage

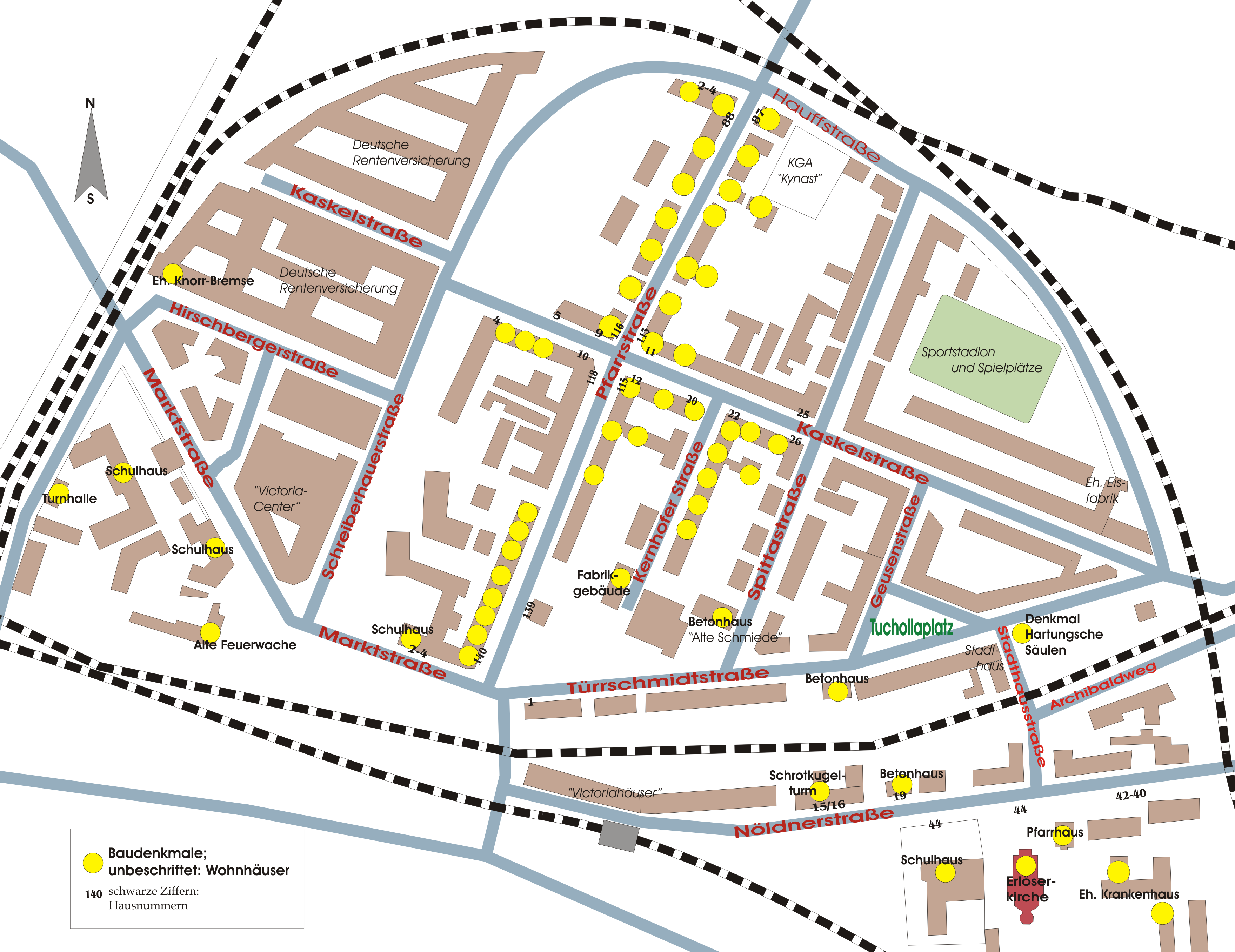
Lageplan der Victoriastadt mit gelb markierten Baudenkmalen

Das Quartier hat 4218 Einwohner (Stand: 31. Dezember 2020) und eine Fläche von 22,3 Hektar.
Die Victoriastadt ist vollständig von Bahnlinien umgeben, in deren Trassierung die Bebauung eingepasst wurde. Abgesehen von der Kynaststraße im Südwesten ist sie nur durch Unterführungen erreichbar. Die Trasse der Ostbahn teilt zudem die Nöldnerstraße im Süden vom Rest des Gebietes.
Zu den bekanntesten Straßen dieses Wohnquartiers zählen die Pfarrstraße, die Marktstraße und die Nöldnerstraße. Im Osten schließt sich der Weitlingkiez an die Victoriastadt an, im Westen der Bezirk Friedrichshain-Kreuzberg. Im Norden liegt das Wohngebiet Frankfurter Allee Süd, im Süden befinden sich weitere Teile von Rummelsburg.

## Geschichte
Im Jahr 1871 kauften die Brüder Anton und Albert Lehmann, Rummelsburger Woll- und Plüschwarenfabrikanten, das gesamte Gelände. Nachdem sie zusammen mit Albert Protzen, ebenfalls ein Fabrikbesitzer, 1871 die Cement Bau AG gegründet hatten, ließen sie das Gebiet parzellieren. Der Grundstein für die Colonie Victoria-Stadt wurde 1872 gelegt. Vom Kietzer Landweg (seit den 1950er Jahren: Nöldnerstraße) her begann eine rege Bautätigkeit, es mussten schnell und preisgünstig Wohnungen für die Arbeiter der in Rummelsburg und Friedrichsfelde entstehenden Fabriken geschaffen werden. Allerdings hatte man keine Investitionen in eine stadttechnische Erschließung getätigt, es gab also die ersten Jahre keine Wasser-, Elektrizitäts- oder Gasanschlüsse. Als Wasserspender diente lediglich eine Gemeinschaftszisterne.
Die Berliner Cement Bau AG erprobte wegen knapper Ziegelsteine neue Baugemische aus Zement, Sand und Schlacken zur Herstellung kompletter Hausteile, das Gussbeton-Verfahren. Der deutsche Bauingenieur Alexis Riese hatte diese monolithische Bauweise während eines Englandaufenthaltes kennengelernt. Die Cement-Bau AG nahm zunächst eine Probebebauung vor. Aus diesem Testbau entwickelte Türrschmidt unterschiedliche Haustypen mit neoklassizistischen Stilelementen, die dann hier zwischen 1871 und 1875 nach und nach errichtet wurden. Es waren zwei- oder dreigeschossige Bauten mit standardisierten Abmessungen bezüglich der Gebäudelängen und -tiefen, der Raumgrößen, Wandstärken, Raumhöhen, Fenster- und Türöffnungen, sogar der Schornsteine. Insgesamt sollen zwischen 48 und 70 solcher Häuser errichtet worden sein. Bei den Mietern waren diese Bauten nicht sehr beliebt, wahrscheinlich wegen der nicht ausreichenden sanitären Einrichtungen, die Gebäude mussten deshalb später modernisiert werden. Die meisten Häuser haben die Zeitläufte nicht überstanden, einige wurden farblich, gestalterisch oder im Inneren stark verändert. Im Jahr 1981 zählten die Architekten Armin Niemeyer und Ernst Kanow noch einen Bestand von 15 derartigen Häusern.

Victoriastadt im Jahr 1889

Nach der Erstanlage der Straßen erhielten diese Namen nach deutschen Dichtern, Philosophen oder Komponisten: Die Kaskelstraße hieß Kantstraße, das Stück der Pfarrstraße bis zur Marktstraße trug den Namen Schillerstraße, die Kernhofer Straße hieß Goethestraße, die Spittastraße (benannt nach dem deutschen Architekten Max Spitta) war auf den Karten mit Lessingstraße eingetragen und die Geusenstraße war die Mozartstraße. Die Türrschmidtstraße, benannt nach Albrecht Türrschmiedt (1821–1871), Keramiker und Bauwissenschaftler und maßgeblich an der Entwicklung der Betonhäuser beteiligt, trug von Anfang diesen Namen. Ursprünglich gab es noch eine Huberstraße, die in Verlängerung der Nordseite des heutigen Tuchollaplatzes nach Westen parallel zur Kaskelstraße verlief.
Ab 1876 entstanden neben diesen damals noch einzeln stehenden Häusern weitere Wohnbauten, jedoch herkömmlich gemauert, und bildeten schließlich geschlossene Straßenzüge. Bis Ende der 1880er Jahre beschränkte sich das bebaute Gebiet auf den Raum zwischen der heutigen Pfarrstraße (einschließlich der Grundstücke auf deren Westseite) bis westlich der heutigen Geusenstraße. Erst in den 1890er Jahren wurde der heutige Tuchollaplatz und der östliche Teil der Victoriastadt bebaut.
Das Gebiet der Colonie Victoriastadt kam 1889 zur Gemeinde Boxhagen-Rummelsburg. Die Grenze zur benachbarten Gemeinde Lichtenberg verlief am Kuhgraben nördlich der Kaskelstraße. Der Wassergraben beginnt in einem Quellwiesenbereich des Ortsteils Lichtenberg in Höhe der Wartenberger Straße und dem Bahndammbereich im Kietzer Weg. Der Kuhgraben, ein kleines Fließ, nahm die Abwässer der ersten Siedler auf und führte sie zum Rummelsburger See ab. 1897 erfolgte die Verlegung von Abwasserrohren und dieser Graben wurde zugeschüttet. Ende des 19. Jahrhunderts war das Gebiet auf Lichtenberger Flur nördlich des Kuhgrabens noch unbebaut, danach setzte auch dort die Bebauung ein.
Um 1900 wohnte fünf Jahre lang Heinrich Zille mit seiner jungen Familie erst an der Türrschmidt-, dann an der heutigen Geusenstraße.
Die umliegenden Bahnstrecken wurden 1902 auf Dämme verlegt und entsprechende Brücken und Viadukte gebaut. Im Jahr 1912 kam Boxhagen-Rummelsburg und damit auch die Victoriastadt zur Stadt Lichtenberg. Auf dem westlichen Teil des Gebiets entstand in den 1920er Jahren die Fabrik-Erweiterung des Unternehmens Knorr-Bremse.
Im Zweiten Weltkrieg wurden nur wenige Häuser der Victoriastadt zerstört. Dadurch ist ein weitgehend geschlossenes historistisches Bauensemble erhalten geblieben. Jedoch erfolgte in den Nachkriegsjahren eine systematische Entstuckung der Fassaden. Auf Beschluss der damaligen Lichtenberger Verwaltung begann 1982 eine erste komplexe Instandsetzung und Modernisierung der Wohnhäuser dieses Gebiets. Um den historischen Charakter weiterhin zu sichern, erließ die Bezirksverwaltung Lichtenberg im Jahr 2004 eine Erhaltungsverordnung Kaskelstraße / Victoriastadt, die detaillierte Vorgaben bei Umbaumaßnahmen enthält. Ab 2004 konnte mit Unterstützung durch das Bund-Länder-Sanierungsprogramm Städtebaulicher Denkmalschutz die Wiederherstellung der noch erhaltenen fünf Schlackebeton-Häuser vorgenommen werden, die an der Nöldnerstraße, der Türrschmidtstraße und der Spittastraße stehen.

## Bemerkenswerte Straßen und Plätze (Auswahl)

### Tuchollaplatz
Der dreieckige Tuchollaplatz mit einer Fläche von 1150 Quadratmetern wurde bei seiner Anlage Victoriaplatz genannt. Er diente schon zeitig zur Abhaltung von Wochenmärkten und war deshalb nicht begrünt. Im Jahre 1951 wurde er nach den Widerstandskämpfern Felix und Käthe Tucholla umbenannt. Im Laufe der Jahrzehnte erfuhr er mehrfache Umgestaltungen, zuletzt 2001 nach Konzepten der Landschaftsarchitektin Regina Poly für 1,8 Millionen Mark. Auf dem Platz stehen ein Linienverzweiger, gusseiserne Kandelaber und eine Notwasserpumpe.
Nur die Häuser an der Nordseite des Platzes haben Tuchollaplatz als Adresse, die Südseite gehört zur Türrschmidt- und die Westseite zur Geusenstraße.

### Türrschmidtstraße
Die Türrschmidtstraße trägt ihren Namen bereits seit 1873. Nach 1945 hatte die Verwaltung von Lichtenberg sie in Felix-Tucholla-Straße umbenannt. Das wurde jedoch durch den Berliner Magistrat nicht genehmigt.

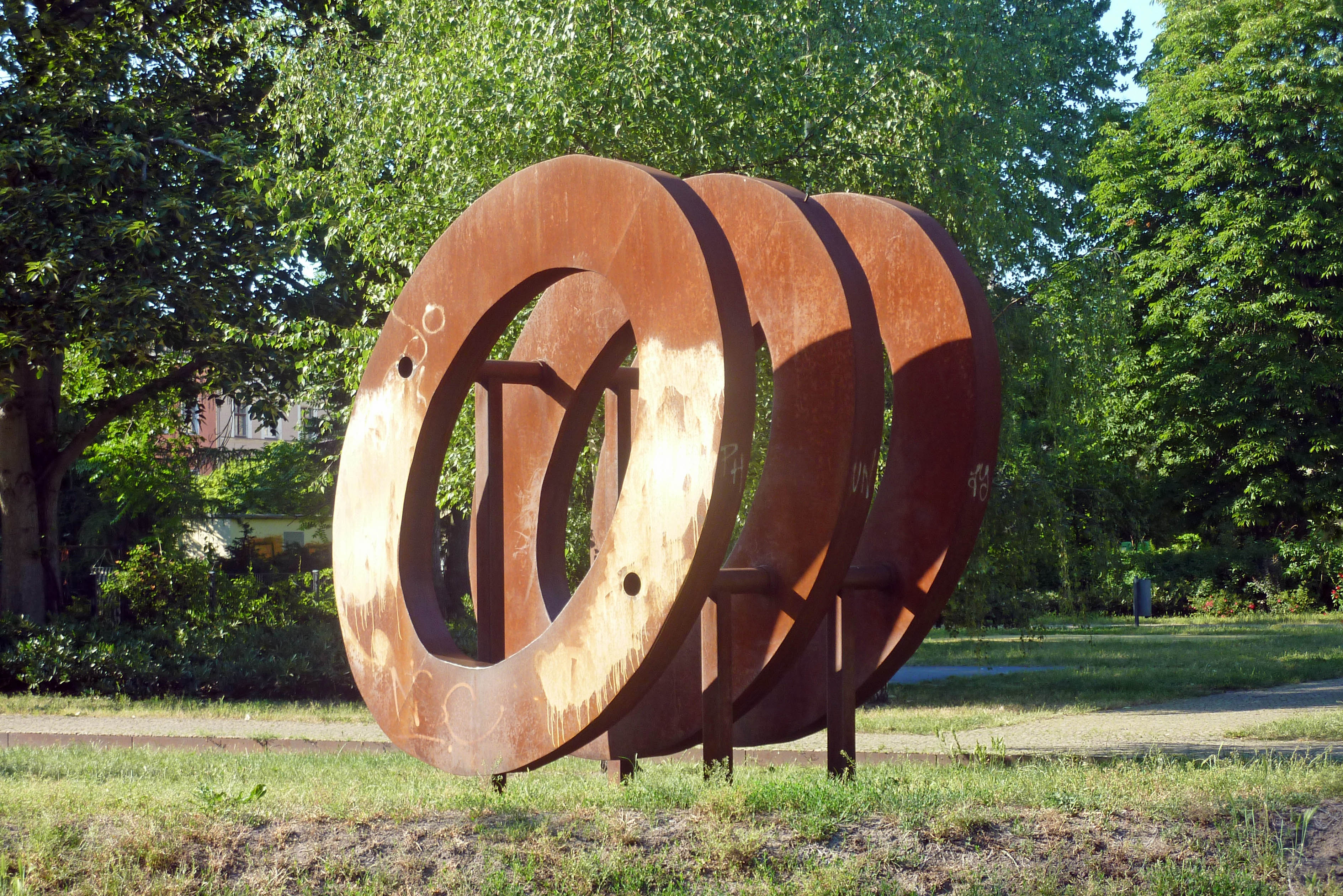
Ringstadien, von Jenny Brockmann

Um das Jahr 2000 ließ die Bezirksverwaltung an der Ecke Türrschmidt-/Kernhofer Straße einen Spielplatz anlegen; auf ihm wurde im Jahr 2002 als erstes öffentliches Kunstwerk des Wohngebietes die Plastik Ringstadien von Jenny Brockmann aufgestellt. Die aus unbehandeltem Stahl gefertigten drei Ringe stehen für Vergangenheit, Gegenwart und Zukunft.

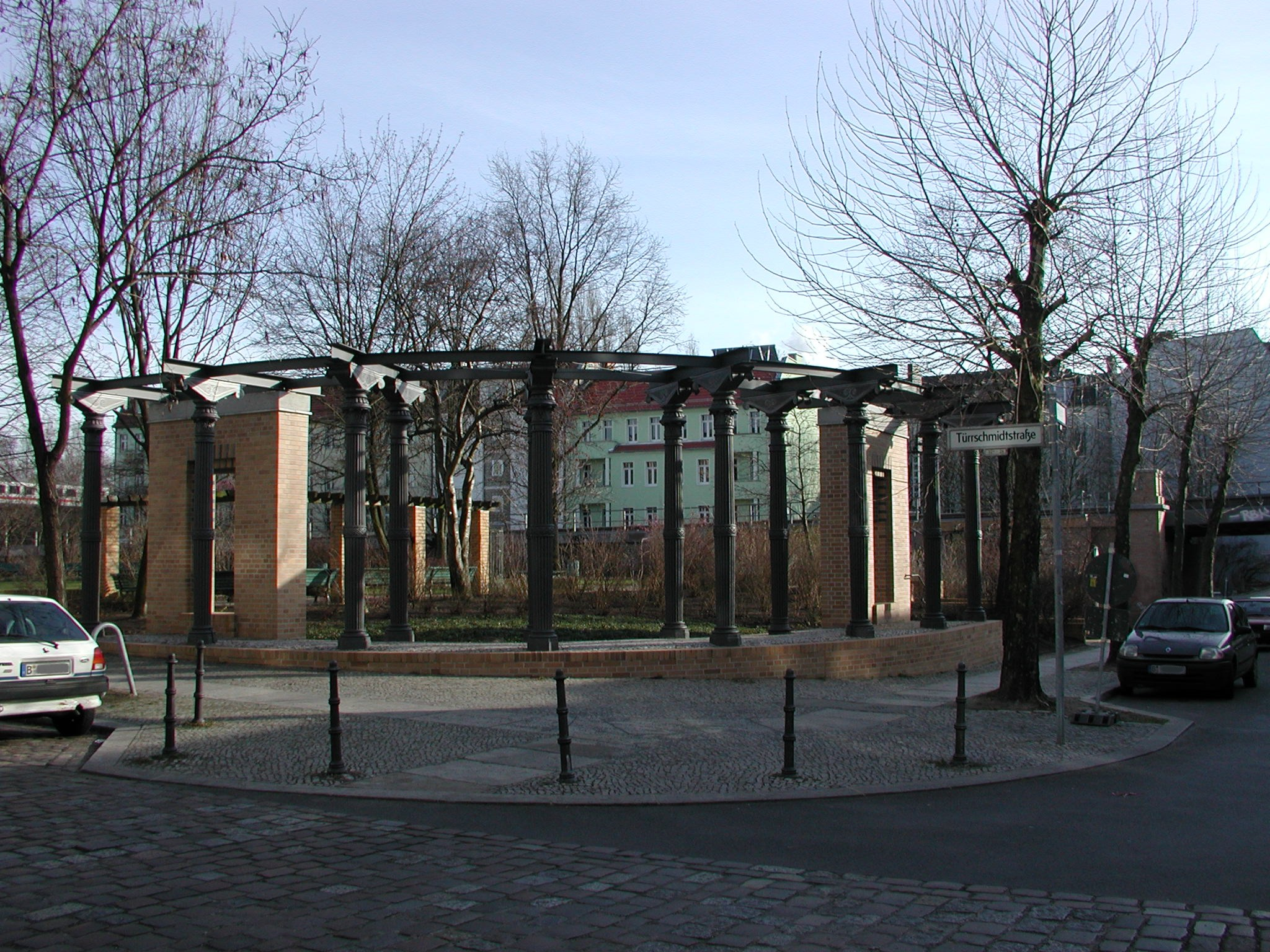
Wiederaufgestellte Hartungsche Säulen der alten Eisenbahnbrücke über die Stadthausstraße

An der Türrschmidtstraße 25/26 Ecke Stadthausstraße ist ein Flügel des ersten Rathauses von Rummelsburg erhalten. Es war schon vor der Verlegung der Eisenbahngleise auf Dämme fertiggestellt, sodass durch das Rathaus eine Passage angelegt werden musste, um die Verbindung zur späteren Nöldnerstraße aufrechtzuerhalten. Diese Passage wurde danach Rathausstraße genannt. Nach der 1912 erfolgten Eingemeindung von Boxhagen-Rummelsburg nach Lichtenberg verlor das Rathaus seine Funktion, die Straße heißt seitdem Stadthausstraße. Im Februar 1945 zerstörte eine Bombe den größeren Teil dieses Gebäudes, der verbliebene westliche Gebäudeteil wurde vereinfacht wieder hergerichtet. Im Jahr 1960 erhielt das Haus einen Anbau auf Resten der alten Grundmauern, aber vervollständigt wurde es nicht wieder. Diese Baukörper wurden 2003–2006 umfangreich restauriert und dienen seitdem als Quartier einiger Sozialprojekte und des Museums Lichtenberg im Stadthaus, das zuvor in der Parkaue nahe dem Stadtpark und dem Rathaus Lichtenberg sein Domizil hatte.
Zur Erinnerung an die durch einen Neubau ersetzte denkmalgeschützte Eisenbahnbrücke über die Stadthausstraße wurde im Jahr 2006 aus zwölf gusseisernen Brückenstützen der Bauart Hartungsche Säule auf der Grünfläche an der Ecke Stadthaus-/Türrschmidtstraße ein Denkmal errichtet.

### Pfarrstraße

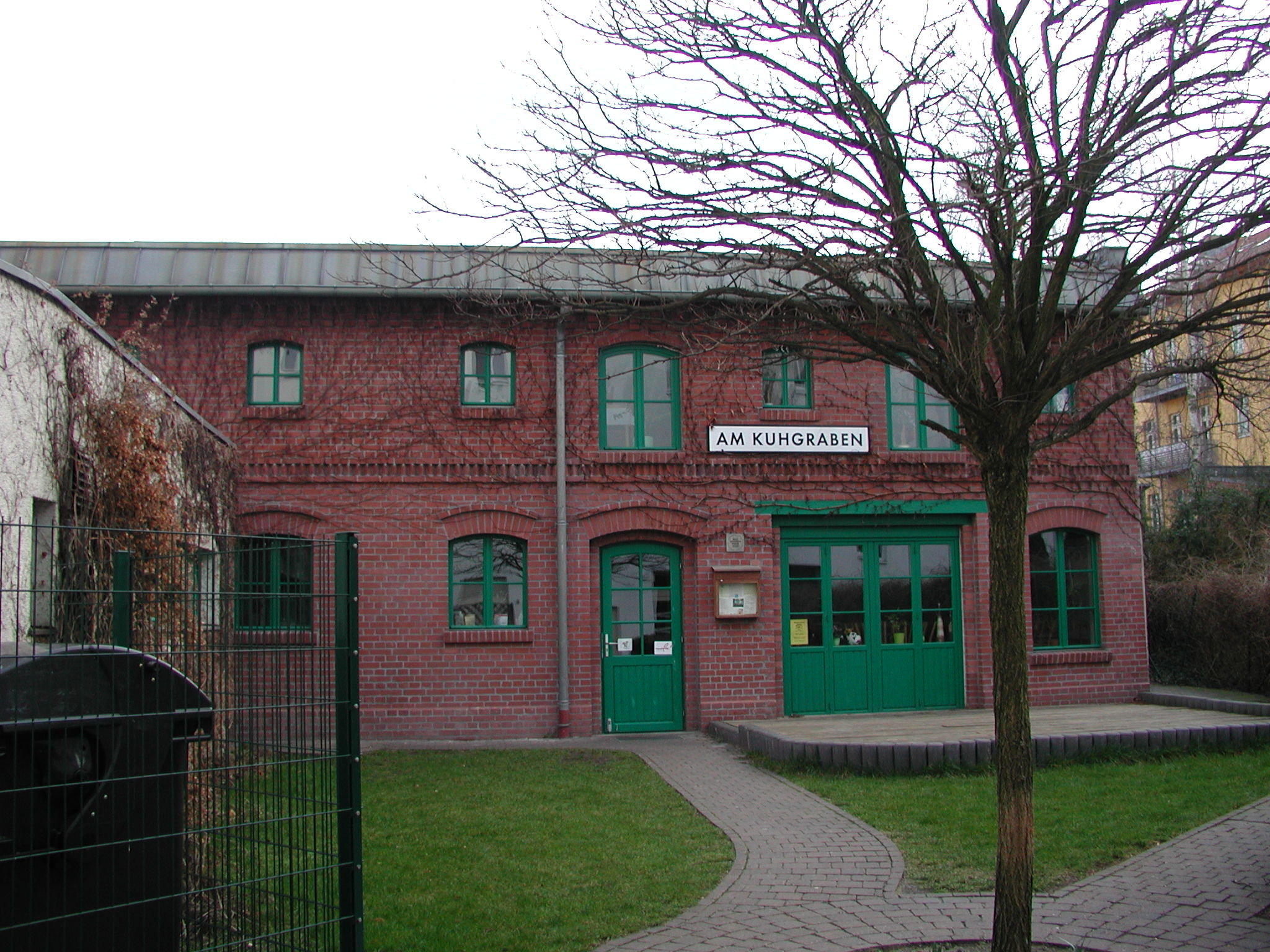
Gasthof mit Hinweis auf den historischen Standort

Der Name Pfarrstraße gehörte ursprünglich zu einer auf dem Gebiet der Gemeinde Lichtenberg befindlichen Straße in Nord-Süd-Richtung von der Frankfurter Allee bis zur Verwaltungsgrenze zu Boxhagen-Rummelsburg am Kuhgraben. Heute erinnern noch die Baulücken in der Straße und der Name eines in einer Remise eingerichteten Gasthofes an dieses Gewässer. Der südliche Teil der heutigen Pfarrstraße, ehemals zu Boxhagen-Rummelsburg gehörend, (bis 1938: Schillerstraße) wurde in die neue Pfarrstraße integriert. Nun reichte diese bis 1972 von der Frankfurter Allee bis zur Marktstraße.
Mit der Bebauung des Gebietes Frankfurter Allee Süd im Bereich des früheren Friedrichsberg wurde dann der nördliche (hinter den Bahnlinien verlaufende) Teil aufgehoben und als Schulze-Boysen-Straße weitergeführt. Es fehlen deshalb in der heutigen Pfarrstraße die Hausnummern 1–86.
In dieser dichtbebauten Straße stehen die meisten denkmalgeschützten Mietshäuser des Kiezes, mit abwechslungsreichen Stuckfassaden, unterschiedlichen Bauhöhen und häufig noch erhaltenen Bauten auf dem Hof.
In den ersten Jahren nach dem Zweiten Weltkrieg trieb eine Räuberbande ihr Unwesen in dieser Gegend, speziell in der Pfarrstraße, die Gladow-Bande, die allerdings bald von der Polizei gefasst werden konnte.
In der Pfarrstraße drehte die DEFA im Jahr 1982 aus Anlass des 125. Geburtstages von Heinrich Zille den Musical-Film Zille und ick.
Im Jahr 1982 begann die Bezirksverwaltung Lichtenberg mit der Sanierung der Häuser, die dann nach der politischen Wende zunächst abgebrochen wurde. Anfang der 1990er Jahre zogen Hausbesetzer in die leer stehenden Wohnungen. Im Februar 1998 räumte die Polizei in der Pfarrstraße 104 das letzte besetzte Haus in dieser Gegend. Danach wurde die Sanierung fortgesetzt.
Im gleichen Zeitraum etablierte sich in der Pfarrstraße 92 die Stiftung SozDia – Gemeinsam Leben Gestalten. Sie gestaltete ein leergezogenes heruntergewirtschaftetes Wohnhaus in der Pfarrstraße 111 zu einem Jugendwohnhaus um und betreibt es seitdem erfolgreich. Mitte der 2010er Jahre folgte das Projekt IkuWo (Interkulturelles Wohnen). Dazu wurde auf dem weitläufigen Gelände der Kita Bunstift in der Pfarrstraße 93 ein Neubau als Unterkunft für Geflüchtete geplant, der als Gegenentwurf der schnell aufgebauten Wohn-Container angelegt ist. Im März 2022 konnte Richtfest gefeiert werden. Neben Wohnungen für Flüchtlingsfamilien werden im Dachgeschoss auch zwei Wohneinheiten für inklusives Wohnen entstehen. Im Erdgeschoss werden Schlafplätze für die Diensthabenden vor Ort, vor allem für den Nachtdienst, eingerichtet. Die Fertigstellung des Baukomplexes ist für Oktober/November 2022 geplant. Ein weiteres Wohnprojekt auf einem Grundstück in der benachbarten Hauffstraße wird sich anschließen. Die Neubauten bilden dann zusammen mit der auch baulich erweiterten Kita den Campus Interkulturelles Wohnen.
Erwähnenswert ist eine recht alte Kastanie, die auf dem Innenhof in der Pfarrstraße 96 steht, aber keinen Naturschutzstatus genießt. Der Baum ragt mit seiner Krone über die rund 20 m hohen Gebäudeflügel hinaus und wird von den Anwohnern gepflegt und im Sommer auch gegossen. Zudem wird sie von einem speziell eingesetzten Baumpfleger regelmäßig begutachtet (Gesamteindruck, Schädlings- und Pilzbefall, Zustand des Laubes, Zustand der sichtbaren Wurzeln, Austriebe am Stamm oder im Geäst…). Der Baumpfleger, offizielle Berufsbezeichnung Fachagrarwirt für Baumpflege und Baumsanierung, betreut in ganz Berlin rund 1000 Bäume. Das Alter des recht gesunden Baumes wird auf mehr als 130 Jahre geschätzt, da die Kastanie beim Bau des Hauses (1895 vollendet) schon hier stand.

### Kaskelstraße

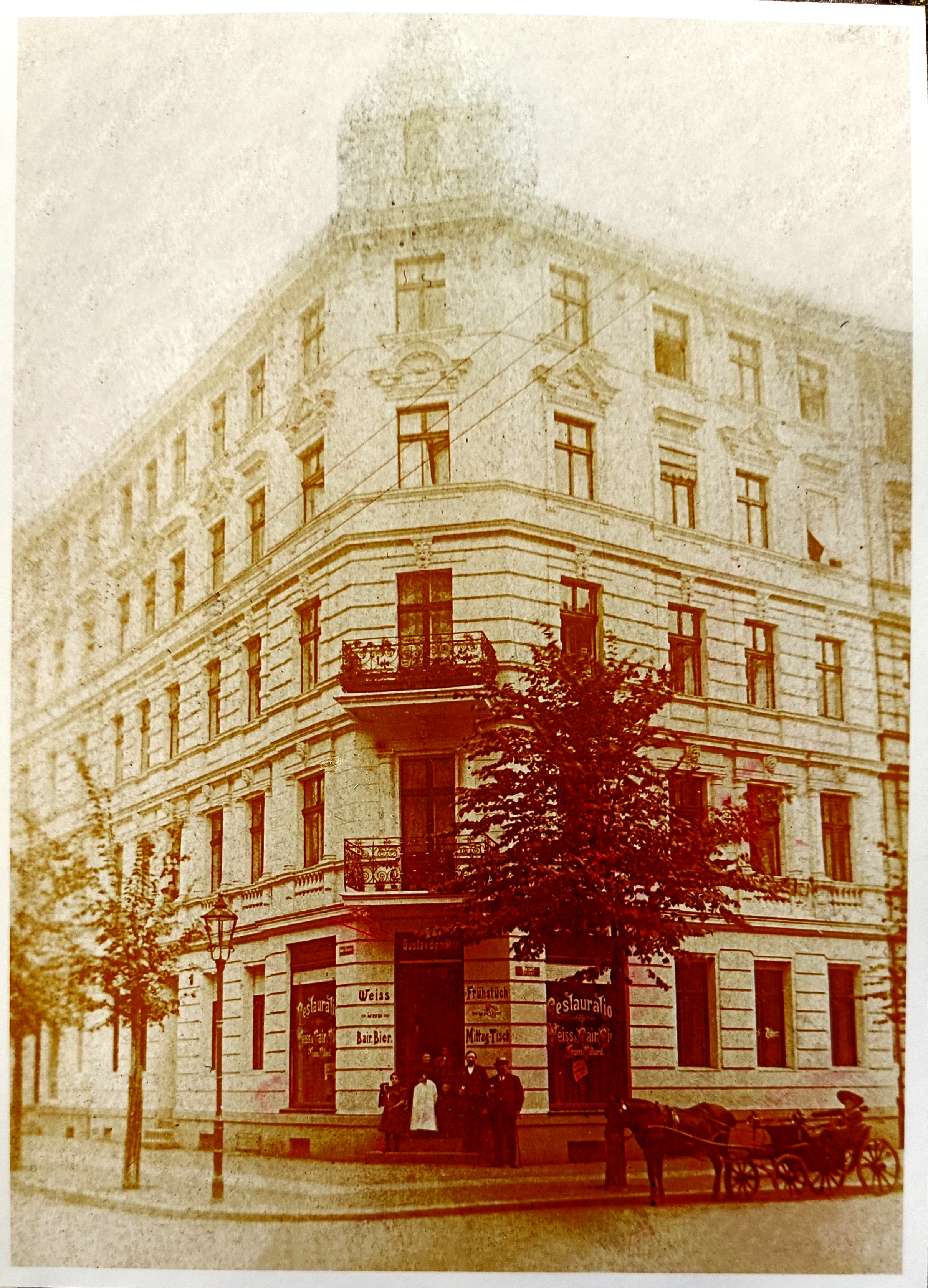
Ehemaliges (durch eine Rohrbombe im Zweiten Weltkrieg zerstörtes) Wohnhaus Ecke Kaskelstr. und Geusenstr

Die Straße wurde 1947 nach dem Juristen und Berliner Kommunalpolitiker Walter Kaskel (1882–1928) benannt. Zuvor hieß sie ab dem 19. Jahrhundert bis 1937 Kantstraße, zwischen 1937 und 1946 Nowackstraße. Einige Wohnhäuser in dieser – die Victoriastadt von West nach Ost querenden – Straße gehören zum Denkmalschutzbereich. Am Ostende der Straße gibt es eine schmale Durchfahrt, die einen fußläufigen Zugang zum S-Bahnhof Nöldnerplatz ermöglicht.
Auf einem Stadtplan von 1946 ist die Kaskelstraße als Kowalkestraße ausgewiesen, diese Umbenennung nach dem Antifaschisten Alfred Kowalke kam jedoch nicht zum Tragen.
Am Haus Kaskelstraße 41 wurde in den 1950er Jahren eine Gedenktafel für das Ehepaar Käthe und Felix Tucholla angebracht, die hier gewohnt hatten und 1943 von den Nationalsozialisten hingerichtet worden waren. Initiator dieser Tafel war das Komitee der Antifaschistischen Widerstandskämpfer der DDR. Vermutlich wegen falscher Schreibweise des Vornamens der Käthe wurde 1976 die Tafel gegen eine neue ausgetauscht.
Die Adresse Kaskelstraße 55 ist ein ehemaliges Bahngelände, das der Verein Lockkunst seit 2004 nutzt. Es bietet den als B.L.O.-Ateliers (B.L.O. – Betriebswerk Berlin-Lichtenberg Ost) gemeinsam auftretenden Akteuren wie einem Kunstschlosser, Theatermachern, Möbeldesignern, Fotografen, Keramikern und anderen preisgünstig Ateliers. Die Nutzung ist über einen befristeten Mietvertrag bis 2024 mit der Deutschen Bahn geregelt. Seit 2018 gibt es politische Initiativen, diese größte Gemeinschaft von Handwerk, Kunst, Kultur, sozialen und nachhaltigen Initiativen langfristig zu sichern. Prominente wie Rainald Grebe, Hajo Schumacher, Milan Peschel treten öffentlich als Unterstützer auf. Im Dezember 2019 hat sich auch Gregor Gysi bei einem Besuch für den Erhalt des Projektes ausgesprochen.

### Nöldnerstraße

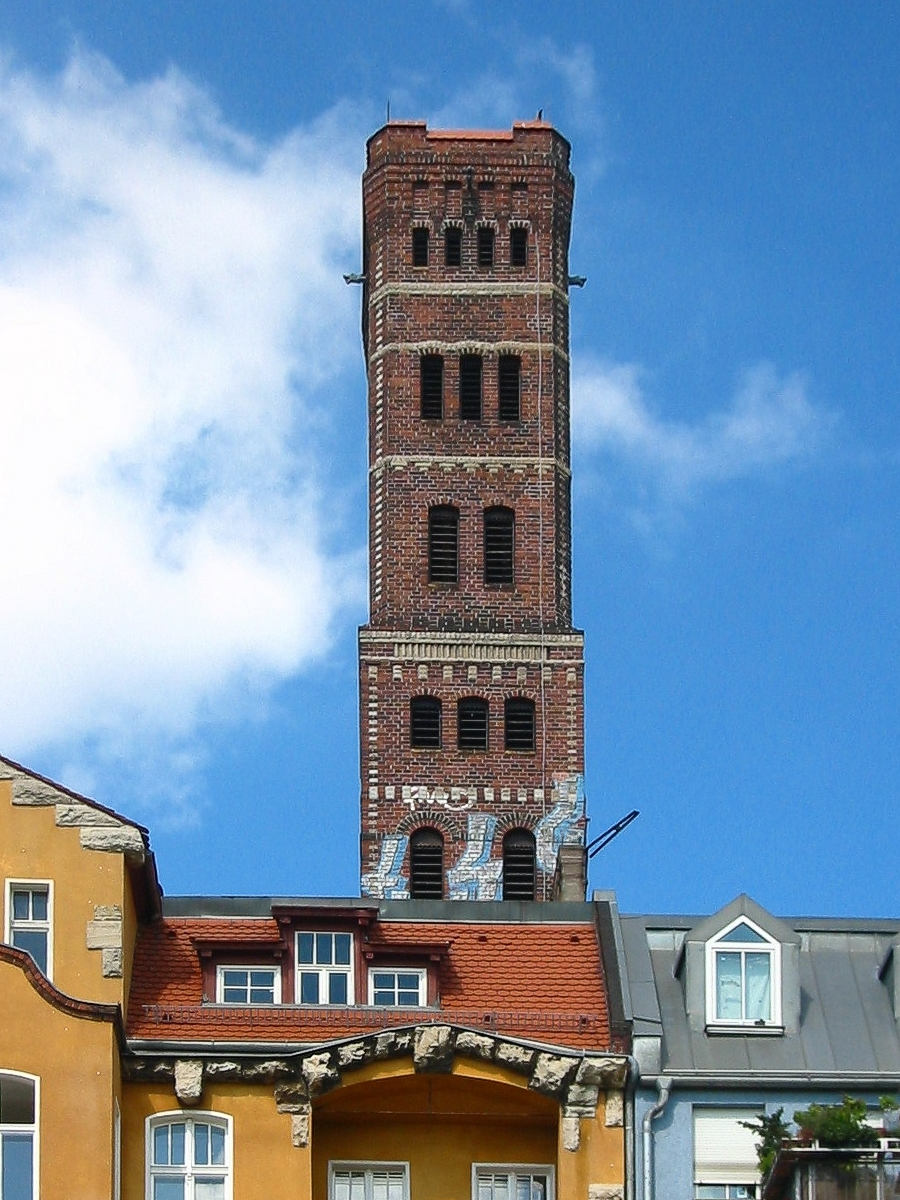
Schrotkugelturm, 2005

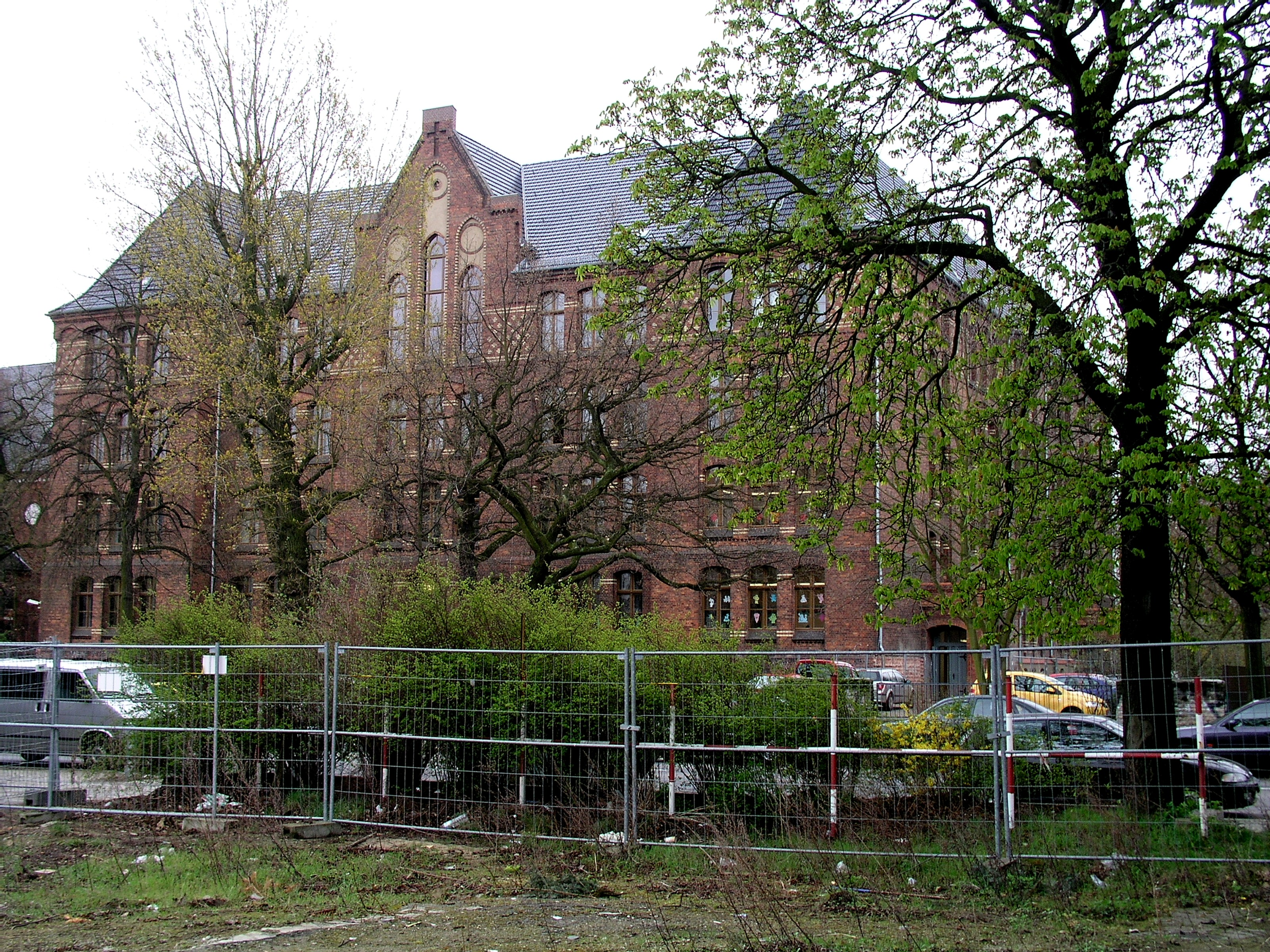
Ehemaliges Zentralschulhaus in der Nöldnerstraße

Der frühere Kietzer Landweg wurde um 1900 in Prinz-Albert-Straße umbenannt, ab 1947 erhielt die Straße ihren heutigen Namen nach dem antifaschistischen Widerstandskämpfer Erwin Nöldner.
Das markanteste Bauwerk dieser Straße ist die Erlöserkirche.
Als ein Wahrzeichen des Gebietes gilt der 1908 errichtete Schrotkugelturm. Bis in die 1940er Jahre produzierte hier die Bleischmelze Juhl & Söhne nahtlose Gewehrkugeln: Arbeiter erhitzten auf einer Plattform in einer Höhe von ungefähr 40 Metern im obersten Geschoss des Turms Blei, bis es flüssig wurde, und gossen es dann über Siebe in eine Fallröhre. Im freien Fall formten sich die Bleitropfen zu Kugeln, die am Ende der Röhre in ein Wasserbecken fielen. In der DDR-Zeit wurden die Gebäude der Gießerei mit den zugehörigen Wohnhäusern an der Nöldnerstraße 15 und 16 durch den VEB Berliner Metallguss und Modellbau weiter genutzt, alle Gebäude stehen heute unter Denkmalschutz.
Hinter der Einmündung der Stadthausstraße in die Nöldnerstraße befand sich bis in die späten 1990er Jahre ein Postamt, das noch über einen Anschluss an das Berliner Rohrpostnetz verfügt haben soll.
In den Jahren 1997/1998 wurde direkt an der S-Bahn-Strecke (Nöldner- Ecke Karlshorster Straße) ein Wohnblock errichtet, bei dem als gestalterisches Stilmittel schiefe Betonplatten vorgehängt wurden. Dieses im Zuge seiner Vermarktung auch Victoriahaus genannte Gebäude gilt als ein neues Wahrzeichen dieses Stadtquartiers. Der Architekt ist Werner Wöber.
Eine Schule in der Nöldnerstraße 44, das frühere Zentralschulhaus für Boxhagen-Rummelsburg, 1890/1891 nach Plänen des Zimmerermeisters und Architekten Rudolf Goltsch gebaut, steht direkt neben der Erlöserkirche, der Schrotkugelfabrik gegenüber. Es handelt sich hier um einen viergeschossigen Klinkerverblendbau mit einem umlaufenden Segmentbogenfries mit zwei Seitenflügeln. Einige Zeit war hier ein Evangelisches Oberlyzeum untergebracht, nach 1950 wurde das Bildungsgebäude als Hilfsschule genutzt, die 1977 den Ehrennamen Käthe und Felix Tucholla erhalten hatte.
Seit 1990 ist das Gebäude die Schule an der Victoriastadt (Grundschule). Im Zeitraum 2006 bis 2009 wird sie in zwei Bauabschnitten denkmalgerecht unter der Leitung der Architekten Wilfried Kraft und Karl-Heinz Föhse saniert, modernisiert und mit einem Erweiterungsbau versehen. Dafür stehen rund 3,9 Millionen Euro aus dem Fonds für den Denkmalschutz zur Verfügung.
Gleich neben der Kirche, also ganz am südöstlichen Ende des Kaskelkiezes, stehen einige zwei- bis dreigeschossige Bauten (Nöldnerstraße 40–42), die zu dem früheren Auguste-Viktoria-Krankenhaus gehören und (auch) denkmalgeschützt sind. Dieses Krankenhaus wurde wegen der schnell wachsenden Bevölkerung in der Victoriastadt und in ganz Rummelsburg notwendig. Unter seinem Chefarzt Wilhelm Baader nahm es 1911 die ersten Patienten auf. Medizinische Aspekte spielten bald in den Fabriken eine wichtige Rolle zur Erhaltung der Arbeitskraft, deshalb wurde 1924 in diesem Krankenhaus eine spezielle Abteilung für Arbeitsmedizin eingerichtet, die in den 1930er Jahren allerdings nach Neukölln verlegt wurde.
Zwischen 1934 und 1945 war die Knorr-Bremse AG Eigentümer des Krankenhauses, in dem vorzugsweise Personen mit berufsbedingten Krankheiten behandelt wurden.

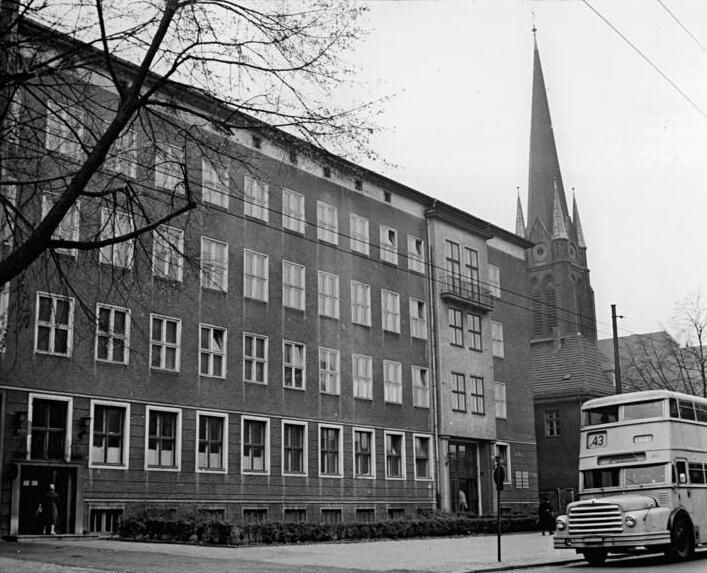
Akademie für Ärztliche Fortbildung mit der Erlöserkirche im Hintergrund

Nach dem Zweiten Weltkrieg fiel das Klinikum an die Stadt Berlin zurück, die dort auf sowjetischen Befehl ab 1948 eine Akademie für Sozialhygiene einrichtete und in den folgenden Jahrzehnten weitere Aufgaben der Fortbildung von Ärzten übernahm. Bis 1990 hieß der Komplex Akademie für ärztliche Fortbildung. Nach der politischen Wende zog die Berliner Filiale der in Dortmund beheimateten Bundesanstalt für Arbeitsschutz und Arbeitsmedizin (BAuA) hier ein.

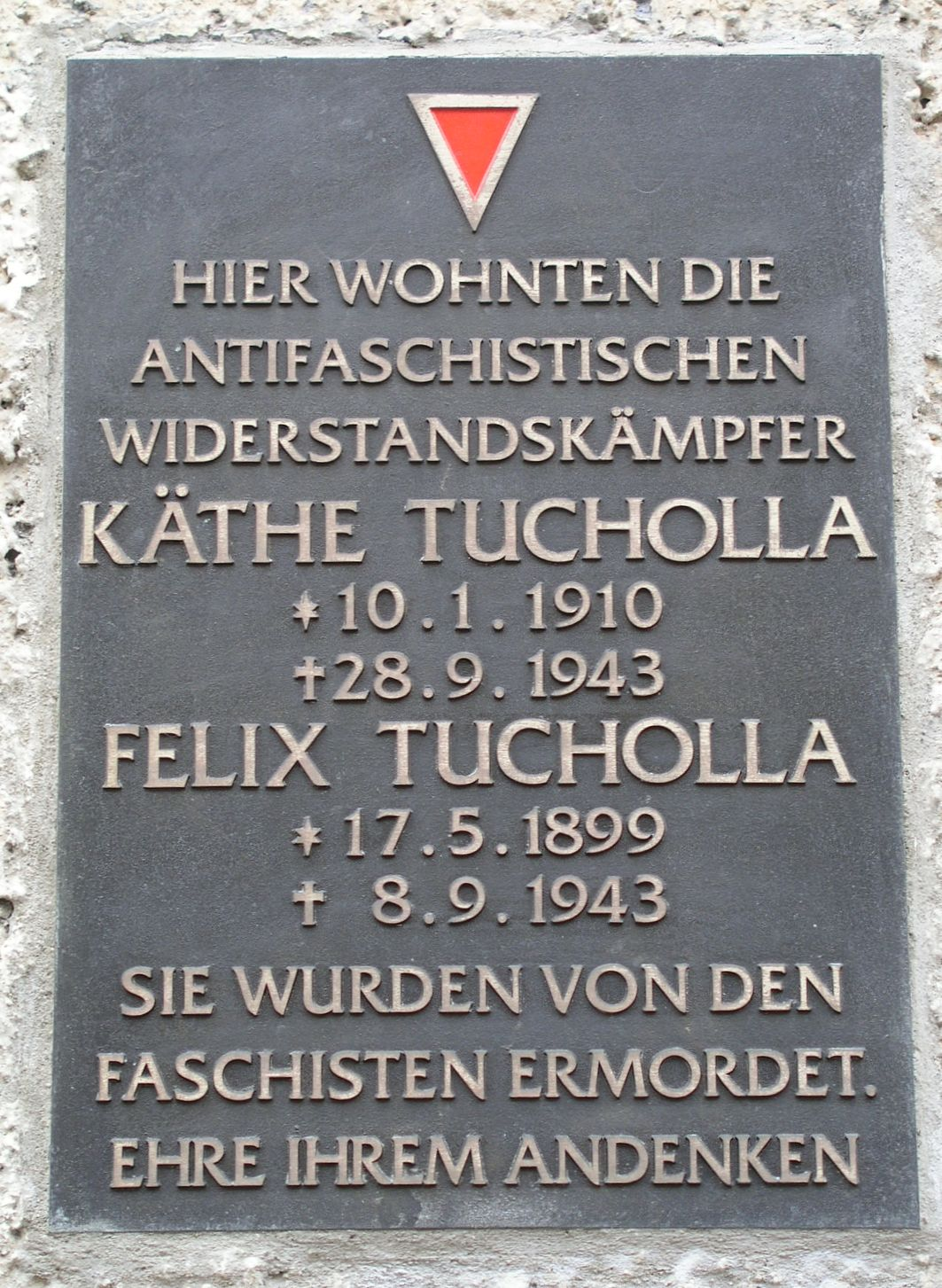
Gedenktafel am Wohnhaus der Tuchollas in der Victoriastadt

### Marktstraße

#### Namensgebung
Der Name dieser Straße soll auf die frühere Tradition des Marktes in Rummelsburg zurückgehen, auf dem alljährlich bis zu drei Millionen Gänse und rund 300.000 Ferkel an die Bevölkerung, an Gänsemästereien und Zwischenhändler verkauft wurden. An den Bahngleisen der Ostbahn entstanden Rampen zum Entladen der Viehwaggons. Mehrmals wöchentlich fand zwischen Mai und Dezember ein Gänsemarkt statt, mittwochs wurden Schweine gehandelt. 1903 ließ die Gemeinde diesen Handelsplatz wegen der schlechten hygienischen Verhältnisse offiziell schließen, der Viehhandel fand dann auf dem Magerviehhof Friedrichsfelde statt. Reste der Verladeeinrichtungen blieben noch bis in die 1990er Jahre erhalten.

#### Oberstufenzentrum Bürowirtschaft

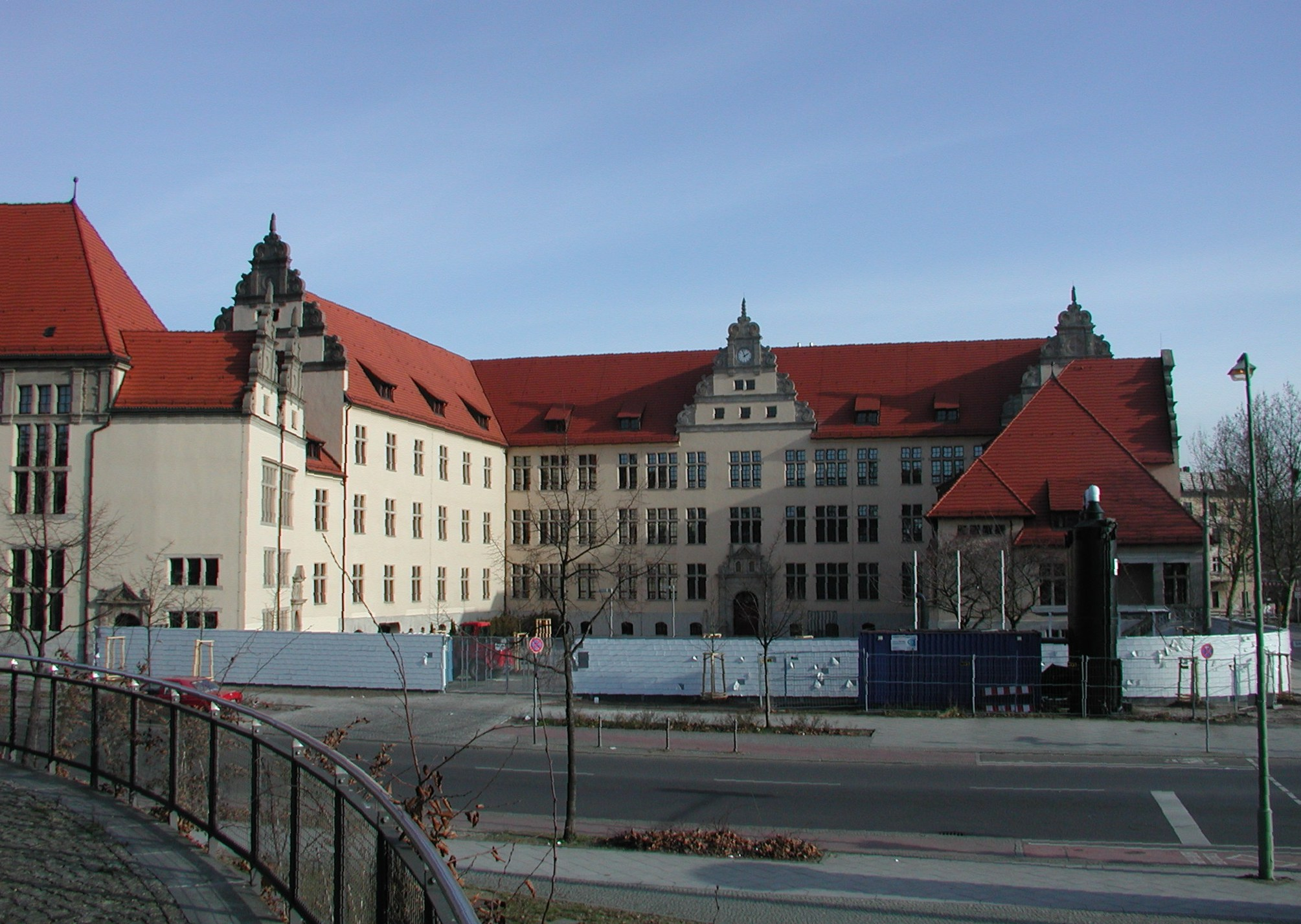
Ehemaliges Jahn-Realprogymnasium in der Marktstraße

Gleich unter den ersten Hausnummern (2/3) an der Ecke Pfarrstraße befindet sich ein auffälliger frisch renovierter Gebäudekomplex. Dieser wurde infolge eines Wettbewerbs durch die Architekten Arthur Müller und Conrad Stumm projektiert und 1906/1907 als Jahn-Realprogymnasium mit Aula und Turnhalle eröffnet, ein Schulgebäude für die höhere Bildung. Das Ensemble ist wie eine dreiflügelige renaissance-ähnliche Schlossanlage ausgeführt. Das direkt an der Marktstraße errichtete Gebäude mit einem Rustica-verzierten Sockel und historisierenden Giebeln, Portalen und Fensterrahmungen diente als Wohnhaus für Direktor, Schuldiener und Heizer. In den Jahren nach dem Ersten Weltkrieg hieß die Bildungseinrichtung Jahn-Gymnasium. Zwischen 1950 und 1990 befand sich hier die kommunale Berufsschule Ilse Stöbe, benannt nach der Journalistin und Widerstandskämpferin Ilse Stöbe. Nach 1990 konnte schrittweise eine denkmalgerechte Totalsanierung durchgeführt werden.
Nutzer seit den späten 1990er Jahren ist das Oberstufenzentrum Bürowirtschaft II, in dem Büro- und Bürokommunikationskaufleute ausgebildet werden. Vier Landschaftsarchitekturbüros haben im Auftrag der Senatsverwaltung für Stadtentwicklung im Jahr 2004 ein Konzept für die Freiflächengestaltung dieses Schulensembles entwickelt, das im Wesentlichen öffentliche Sportplätze vorschlägt.

#### Victoria-Center
Westlich davon auf der nördlichen Straßenseite entstand 2001 als großes Einkaufszentrum das Victoria-Center in Stahlskelettbauweise. Die Namensgebung nimmt die Tradition des Viertels wieder auf.

#### Von der Gemeindeschule zur Jugendherberge

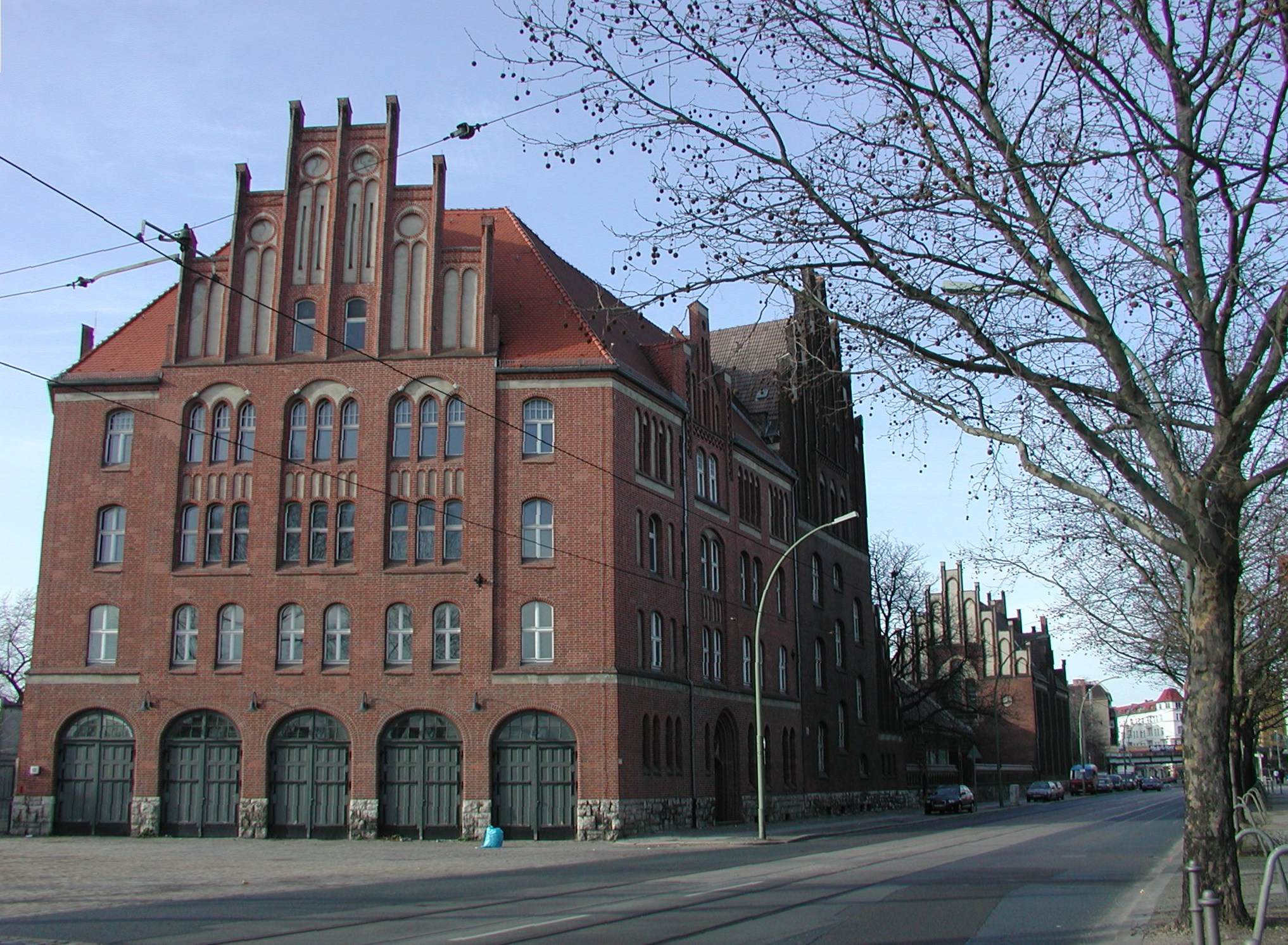
Ehemalige Feuerwache, seit den 1990er Jahren Polizeirevier

Gegenüber, dicht am Bahndamm (Marktstraße 9–13) stehen weitere historische Gebäude, die einen aus einem großzügigen Schulgebäude (mit 70 Klassenzimmern), Turnhalle, katholischer Volksschule und nebenliegender Feuerwache mit Schlauchturm bestehenden einheitlichen Baukomplex mit gemeinsamer Umfassungsmauer bilden. Dieser wurde im Stil märkischer Backsteingotik vom Gemeindebaumeister Ringel 1906–1908 verwirklicht. In der DDR-Zeit beherbergten die Bauten die Ingenieurschule für Maschinenbau und Elektrotechnik sowie ein Polizeirevier in den Räumen der ehemaligen Feuerwache. Teile sind nun saniert und werden von der Polizei genutzt.
Die Ingenieurschule wurde 1990 in die Fachhochschule für Wirtschaft und Technik (FHTW) integriert. In die Gebäude Marktstraße zog der Fachbereich Elektrotechnik. Mit der Entstehung des zentralen Campus in Oberschöneweide der in eine Hochschule umgewandelten Einrichtung wurden diese Gebäude hier leergezogen. Der Eigentümer war das Land Berlin, das als neuen Nutzer des denkmalgeschützten Komplexes im September 2009 das Deutsche Jugendherbergswerk (DJH) gewinnen konnte.
Das DJH investierte bis 2015 rund zehn Millionen Euro in den Umbau des Hauptgebäudes in ein barrierefreies Jugendhotel mit einer Kapazität von 445 Betten. Ursprünglich sollten die Sanierungs- und Umbauarbeiten nur sechs Millionen Euro kosten, das verteuerte sich jedoch im Laufe der Zeit und führte zu Verzögerungen des Eröffnungstermins. Für die Finanzierung dieses Projekt wurde ein neuartiger Weg gewählt: Vom Hauptverband und neun Landesverbänden gemeinsam wurde die gemeinnützige Betriebsgesellschaft Jugendherberge Berlin Ostkreuz gGmbH gegründet. Am 4. April 2014 erfolgte der erste Spatenstich für den Umbau des Hauptgebäudes, in dem die größte Jugendherberge Berlins im Frühjahr 2016 eröffnen soll. Das benachbarte Verwaltungsgebäude soll zu einem Seminarhaus werden. Die zweigeschossige Turnhalle wird gelegentlich für Aufführungen eines Jugendtheaters genutzt. Das Theater Strahl möchte dort sein neues Stammhaus einrichten. Die Finanzierung des Umbaus gemäß den Brandschutzbestimmungen war aber längere Zeit nicht gesichert.
Am 23. August 2015 konnte das Richtfest in Anwesenheit von 80 Prominenten gefeiert werden, die Eröffnung folgte im Juni 2016. Die Zimmer bieten Unterkünfte zwischen zwei und bis zu sechs Personen. Ein Speiseraum und eine Küche übernehmen die Versorgung der Gäste. Zusätzlich entstanden noch 18 Seminarräume für Workshops und Lehrgänge sowie eine Aula mit Platz für maximal 180 Besucher. Die Betreibergesellschaft bewirbt die neue Übernachtungsmöglichkeit mit dem Hinweis als „größte Jugendherberge Berlins“.

## Verwaltungs-, Industrie- und Geschäftsbauten in der Victoriastadt

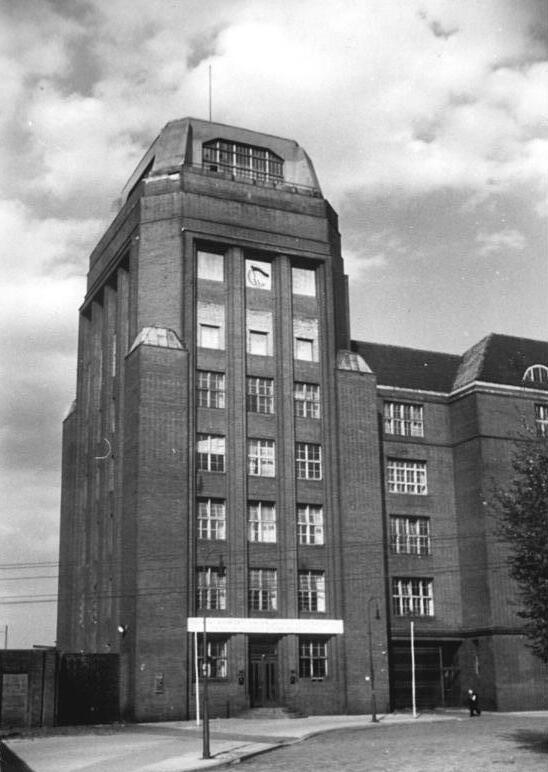
Turm des Erweiterungsbaus der Knorr-Bremse AG, 1953

Am westlichen Ende der Marktstraße Ecke Hirschberger Straße steht der in den Jahren 1922–1927 von Alfred Grenander erbaute Erweiterungsbau der Knorr-Bremse AG mit einem 1953 hinzugebauten achtgeschossigen Turm.
Unmittelbar in der Schreiberhauer Straße (Nummer 12) schließt sich eine Filiale der Deutschen Rentenversicherung Bund an, ein Nebeneingang befindet sich in der Hirschberger Straße 4.

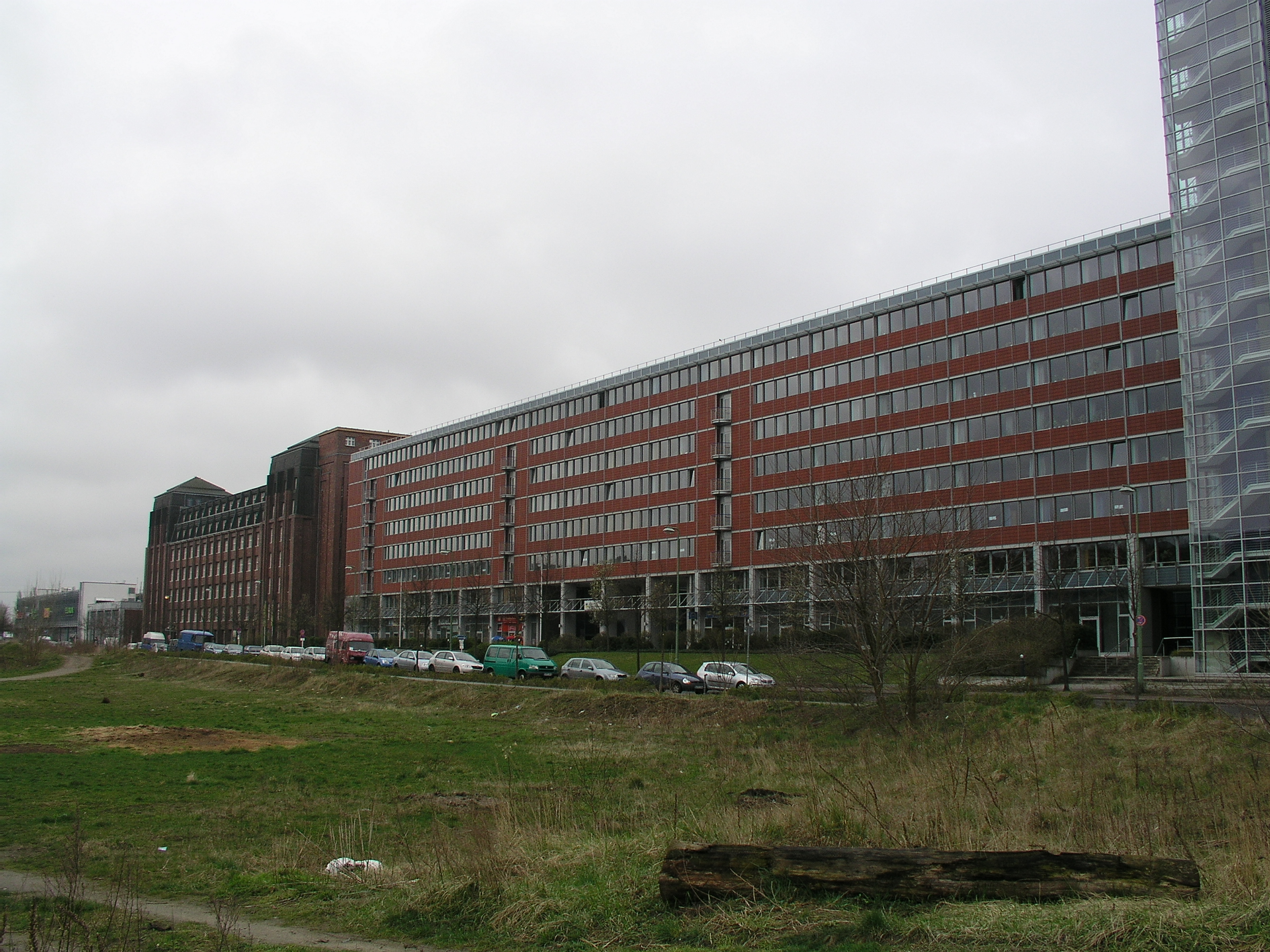
Bürogebäude der Deutschen Rentenversicherung in der Schreiberhauer Straße

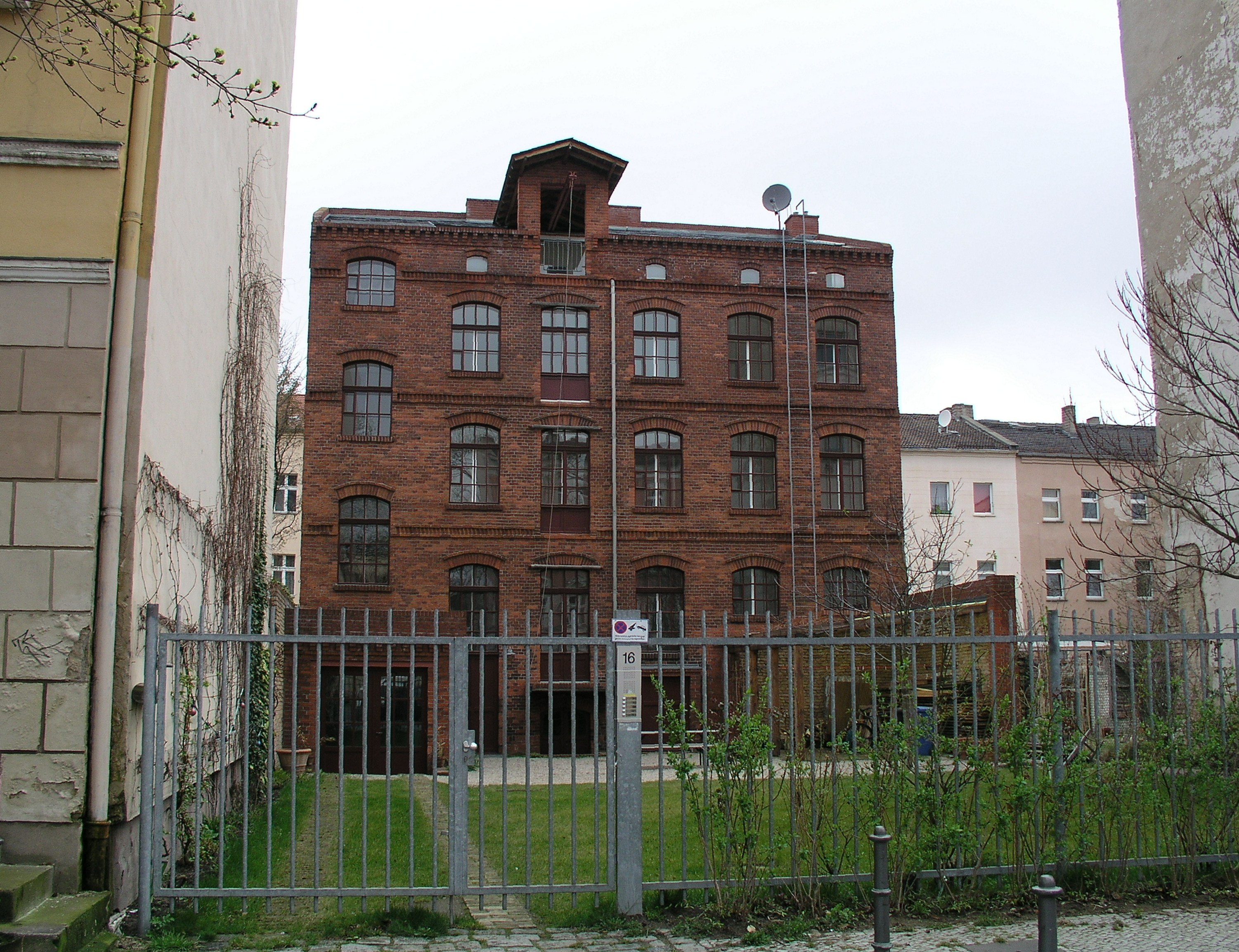
Denkmalgeschützte ehemalige Tischlerei in der Kernhofer Straße 16

Zusammen mit den Wohnhäusern entstand im nördlichen Bogen der Bahnlinien zunächst ein Straßenreinigungsdepot, später noch die Städtische Gasanstalt (hinter dem Häuserkarree der früheren Knorr-Bremse, zu DDR-Zeiten VEB Berliner Bremsenwerk), alle Gebäude der Gasanstalt wurden nach 1990 abgetragen. Ein größerer Trakt mit mehreren Flügeln und einem turmartigen Bau wurden dafür bis 1996 errichtet und mit zwei überdachten Passagen mit den ehemaligen Bauten des Berliner Bremsenwerkes verbunden. Der gesamte Komplex wird von der Deutschen Rentenversicherung genutzt, im Parterre gibt es kleine Geschäfte oder Dienstleister.
In der Schreiberhauer Straße entstand 1913 eine Filiale des Städtischen Arbeitsamtes. 1920 folgten die Anlage eines Schulsportplatzes und 1952 schließlich der Bau eines eingeschossigen Gebäudes, das als Casino/Kultureinrichtung für die Mitarbeiter des Berliner Bremsenwerkes und anderer Betriebe diente. Vor dem Bau des Victoria-Centers im Jahr 2001 wurde es abgetragen.
Am östlichen Ende der Hauffstraße befanden sich die Eiswerke Lichtenberg (Norddeutsche Eiswerke), die bis 1979 Langeisblöcke für die damaligen Eisschränke produzierten und auslieferten. Die Gebäude wurden danach zu Wohnhäusern umgebaut.
In der Kernhofer Straße 16 ist auf dem Hof eines im Zweiten Weltkrieg zerstörten Mietshauses eine heute denkmalgeschützte ehemalige Tischlerei erhalten, die um 1895 errichtet wurde.
In den Höfen der Mietshäuser gab und gibt es zahlreiche kleine Handwerksbetriebe, die für die Wohnumgebung arbeiten.

## Verkehr
Im Jahr 1885 schlossen die Stadt Berlin und die Neue Berliner Pferdebahn-Gesellschaft einen Vertrag zur Anlage einer Pferdebahn durch die Boxhagener Straße und die Victoriastadt tangierend nach Rummelsburg. Obwohl der Bau spätestens im Oktober 1887 beginnen sollte, setzte die Neue Berliner das Vorhaben nie in die Tat um und wurde später von ihren Pflichten entbunden. Die Inbetriebnahme der besagten Verbindung erfolgte erst am 5. Dezember 1907 durch die Linie 76 der Große Berliner Straßenbahn. Bei der Verwirklichung und der Linienführung hatte auch der Verkehrs- und Stadtwerdungs-Ausschuss der Gemeinde Boxhagen-Rummelsburg „ein Wörtchen mitzureden“. Die Strecke führte von der Frankfurter Allee durch die Boxhagener Straße, Marktstraße, Türrschmidtstraße, Rathausstraße, Prinz-Albert-Straße und Neue Prinz-Albert-Straße (ab 1909: Lückstraße), wo sich die Endhaltestelle befand. Da die Spannweite der Brücke Rathausstraße nicht ausreichend war, fiel dieser Abschnitt eingleisig aus. Ab dem 9. Oktober 1910 fuhren daher die von der Boxhagener Straße kommenden Wagen von der Marktstraße weiter durch die Unterführung Karlshorster Straße zur Prinz-Albert-Straße, während die Wagen der Gegenrichtung die alte Strecke nutzten. Eine Woche darauf ergänzte die 26 nach Tegel das Angebot. 1912 ging die Verlängerung zum Bahnhof Lichtenberg-Friedrichsfelde in Betrieb, die von den Linien 77 und 78 bedient wurde. Beide Linien befuhren die Strecke gegenläufig in einer großen Schleife. Bis 1923 wurden diese drei Linien infolge der Hyperinflation wieder eingestellt. Die 76 endete zunächst am Victoriaplatz und wurde 1928 über die bestehende Strecke Richtung Bahnhof Lichtenberg-Friedrichsfelde verlängert. Ab 1924 fuhr ergänzend hierzu die aus Moabit kommende 113, deren Endpunkt sich zeitweise an der Lückstraße oder am Bahnhof Lichtenberg-Friedrichsfelde befand. Ebenfalls 1928 ging die die Victoriastadt tangierende Verlängerung der Linie 13 von der Karlshorster Straße zum Kraftwerk Klingenberg in Betrieb. Nach dem Zweiten Weltkrieg wurden die meisten Linien neu geordnet.
Während die Linie 13 zwischen Kraftwerk Klingenberg und Türrschmidtstraße Ecke Karlshorster Straße am 25. Februar 1946 und deren Fortsetzung über die Boxhagener Straße am 1. April 1946 wieder in Betrieb gingen, ließ die Verbindung durch die Victoriastadt zum Bahnhof Lichtenberg noch vier Jahre auf sich warten. Ab dem 1. Mai 1950 übernahm die neue Linie 14 diesen Abschnitt. Bereits drei Jahre darauf, am 27. März 1953 wurde sie auf Obusbetrieb umgestellt. Diese Linie O30 wurde Anfang 1973 auf Autobus (Linie 30) umgestellt. Später kam die Linie 43 vom Nöldnerplatz durch das Hans-Loch-Viertel zum Bahnhof Marzahn hinzu. Das gesamte Busliniennetz wurde nach der Wiedervereinigung am 2. Juni 1991 umstrukturiert und die bis heute gültigen dreistelligen Liniennummern eingeführt.
Folgende öffentlichen Verkehrsmittel erschließen (Stand: August 2022) die Victoriastadt: die S-Bahn-Linien S5, S7, S75 am Bahnhof Nöldnerplatz und die Linie S3 am Bahnhof Rummelsburg. Am Rande der Victoriastadt liegt der Bahnhof Ostkreuz, der außer von den genannten Linien auch von den Linien S41, S42, S8 und S85 bedient wird und beim Bahnhofsumbau Ende der 2010er Jahre einen direkten Zugang zur Marktstraße erhielt. Außerdem verkehren durch die Markt- und Nöldnerstraße die Buslinie 240, durch die Haupt- und Nöldnerstraße die Buslinie 194 und der NachtBus N94 sowie durch die Markt- und Hauptstraße die Straßenbahnlinie 21. Am Nöldnerplatz endet die Buslinie 396.